# Andrew Gabel
Pour les articles homonymes, voir Gabel.
Andrew Alexander Gabel, né le 23 décembre 1964 à Chicago, est un patineur de vitesse sur piste courte américain.

## Biographie
Andrew Gabel remporte la médaille d'argent en relais sur 5 000 m aux Jeux olympiques d'hiver de 1994 à Lillehammer.
Il est diplômé de l'université Marquette.